# Paraleptophlebia zayante
Paraleptophlebia zayante är en dagsländeart som beskrevs av Francis Day 1952. Paraleptophlebia zayante ingår i släktet Paraleptophlebia och familjen starrdagsländor. Inga underarter finns listade i Catalogue of Life.